# Doraemon nel paese delle meraviglie
Doraemon nel paese delle meraviglie (ドラえもん のび太の大魔境?, Doraemon - Nobita no dai-makyō, lett. Doraemon - Nobita e i cacciatori del male) è un film del 1982 diretto da Hideo Nishimaki. È il terzo film d'animazione tratto dalla serie Doraemon di Fujiko F. Fujio.

## Trama
Nobita trova un cane randagio e lo porta a casa. Poco dopo, però, scopre che il cane in realtà non solo è in grado di parlare e muoversi su due zampe ma è anche un principe nella sua patria, un mondo nelle profondità dell'Africa "Smokers Forest" (dove sono tutti i cani si sono evoluti al pari degli esseri umani e hanno il loro impero segreto). Così, insieme al principe, Nobita e i suoi amici fanno un magnifico viaggio nella terra del giovane principe, ma quando arrivano le cose sono cambiate. Infatti il crudele consigliere del Re ha preso il potere alla morte di quest'ultimo e accusato il piccolo principe del delitto. Nobita, Doraemon e i loro amici, sprovvisti di quasi tutti i ciuski dovranno cavarsela contro l'esercito dei cani usando solo il loro ingegno.

## Colonna sonora

### Sigle
| Giappone | Giappone                            | Giappone        | Giappone |
| Tipo     | Titolo                              | Cantante        |          |
| -------- | ----------------------------------- | --------------- | -------- |
| Opening  | Doraemon no uta (ドラえもんのうた?) | Kumiko Ōsugi    |          |
| Ending   | Dakara minna de (だからみんなで?)   | Makoto Iwabuchi |          |

## Distribuzione
Il film è stato proiettato per la prima volta nelle sale cinematografiche giapponesi il 13 marzo 1982. In Italia, il film è stato pubblicato da Yamato Video e trasmesso su Euro TV, Junior Tv.
Nelle sale cinematografiche, il 7 maggio 2015, è stato inoltre distribuito un remake intitolato Doraemon - Il film: Le avventure di Nobita e dei cinque esploratori.